# Gary McFarland
Gary Ronald McFarland (Los Angeles, 23 ottobre 1933 – New York City, 2 novembre 1971) è stato un compositore, arrangiatore e vibrafonista jazz statunitense.

## Biografia
Dopo gli studi musicali al San José Community College ed alla Berklee School of Music, nel settembre del 1960, si trasferì a New York.
Nella "grande mela" collabora con Gerry Mulligan e Anita O'Day, esordisce come solista nel suo primo album (1961) e in seguito trova ingaggi sia con Stan Getz e con Bill Evans.
Verso la fine del 1964 compone per l'orchestra diretta da John Lewis.
A metà degli anni sessanta il musicista è impegnato in vari progetti musicali, collabora con il coreografo Donald McKayle per un balletto, firma alcuni propri album e a capo di un quintetto in una tournée (estate 1965) e in veste di caporchestre a Chicago e a New York (dove dirige anche proprie composizioni), fu inoltre autore di alcune colonne sonore per film.
Negli ultimi anni della sua esistenza, pur pubblicando alcuni album a suo nome fu principalmente attivo come arrangiatore per musicisti come Cal Tjader, Steve Kuhn, Zoot Sims, Gabor Szabo e Clark Terry.
Le tragiche circostanze che portarono alla sua prematura scomparsa rimangono avvolte in un alone di mistero. Il 2 novembre 1971, al termine di una lunga sessione di prove di registrazioni, McFarland lasciò lo studio di registrazione e, assieme al batterista Gene Gammage e all'amico editore David Burnett (The Best American Short Stories), si recò in un locale del Greenwich Village chiamato 55 Bar. Subito dopo aver consumato i drink ordinati (che in seguito si seppe contenenti del metadone) i tre accusarono dei malori: McFarland svenne e morì poco dopo al St. Vincent's Hospital, stessa sorte toccò alcuni giorni dopo a Burnett, mentre Gammage si salvò.

## Discografia

### Leader o co-leader
Album
- 1961 – The Jazz Version of "How to Succeed in Business without Really Trying" (Verve Records, V/V6-8443)
- 1963 – The Gary McFarland Orchestra (Verve Records, V/V6-8518)a nome The Gary McFarland Orchestra Featuring Special Guest Soloist: Bill Evans
- 1964 – Point of Departure (Impulse! Records, A/AS-46)
- 1965 – Soft Samba (Verve Records, V/V6-8603)
- 1965 – The In Sound (Verve Records, V/V6-8632)
- 1966 – Tijuana Jazz (Impulse! Records, A/AS-9104)
- 1966 – Gypsy '66 (Impulse! Records, A/AS-9105) a nome Gabor Szabo with Gary McFarland Co.
- 1966 – Profiles (Impulse! Records, A/AS-9112)
- 1966 – Simpático (Impulse! Records, A/AS-9122) a nome Gary McFarland and Gabor Szabo
- 1966 – Eye of the Devil (Verve Records, V/V6-8674) colonna sonora, non pubblicato dalla Verve Records (pubblicato su CD nel 2008)
- 1967 – Soft Samba Strings (Verve Records, V/V6-8682)
- 1967 – The October Suite (Impulse! Records, A/AS-9136) a nome Steve Kuhn Piano Composed and Conducted by Gary McFarland
- 1968 – Scorpio and Other Signs (Verve Records, V/V6-8738)
- 1968 – Does the Sun Really Shine on the Moon? (Skye Records, SK-2)
- 1969 – America the Beautiful (Skye Records, SK-8)
- 1969 – Sympathetic Vibrations (Verve Records, V6-8786) Ristampa di Soft Samba (1965)
- 1969 – Slaves (Skye Records, SK-11) a nome Grady Tate with the Gary McFarland Orchestra, Bobby Scott
- 1970 – Today (Skye Records, SK-14)
- 1971 – Butterscotch Rum (Buddah Records, BDS 95001)
- 1972 – Requiem for Gary McFarland (Cobblestone Records, CST 9019) Raccolta
- 1998 – Latin Lounge (Verve Records, 533 912-2) Raccolta
- 2008 – Sketch for Summer (Cherry Red Records, ACMEM148CD) Raccolta